# POP DIVA
《POP DIVA》（前衛歌姬）為日本歌手倖田來未於2011年2月2日發行的49th單曲。為2011第1張單曲。

## 解說
- 本作為1A單曲，與上張1A《Can We Go Back》相隔約一年一個月，距上張單曲約4個月的舞曲單曲。

- 本單曲為9th原創專輯《Dejavu》的先行單曲，以限量生產發行。

## 發行版本
- CD ONLY
- CD+DVD
  - 台灣僅發行此版本
- 東京巨蛋紀念盤（CD+耳罩）
  - 僅日本地區發行

## 曲目

### CD
1. POP DIVA
作詞：lil'showy 作曲：lil'showy
唱出女性不該屈服於眼前的障礙，而是要不斷跨越阻撓向上成長，站上TOP之地！
  - 第一興商「LIVE DAM LIVE」電視廣告曲。
2. Black Candy
作詞：Kumi Koda・Matthew Tishler・Liz Rodrigues・Erik Alcock・Adam Royce 作曲：Kumi Koda・Matthew Tishler・Liz Rodrigues・Erik Alcock・Adam Royce
3. POP DIVA（Instrumental）
4. Black Candy（Instrumental）

### DVD
1. POP DIVA （Music Video）
2. POP DIVA （Making Video）

## 連結
- 官方网站 （日本官網）
- 單曲消息